# Ґандагар
«Ґа́ндагар» (фр. Gandahar Les Annes Lumiere, англ. Gandahar Light Years) — французький науково-фантастичний анімаційний фільм 1987 року. Створений на основі роману «Люди-машини проти Ґандагару» (фр. Les Hommes-machines contre Gandahar) (1969) Жана-П'єра Андревона.
Фільм було номіновано на премію в категорії «найкращий фільм» міжнародного кінофестивалю фантастичних фільмів «Fantasporto».

## Сюжет
Вступ показує мирну країну Ґандагар планети Трідан, гуманоїдні жителі якої безтурботно живуть, маючи родючі землі та мирне суспільство. Але раптом якась сила обстрілює гандахарців променями, що перетворюють все живе на камінь.
Новина про напад доходить до столиці Джаспер, де Рада Жінок обдумує що робити. Ґандагар завдяки генетичним маніпуляціям над рослинами, тваринами і людьми давно не знав голоду і війн, тому не має чим оборонятися. Про ворога практично нічого невідомо і Рада вирішує послати молодого лицаря Сільвана на розвідку.
Сільван вирушає в подорож, осідлавши крилату істоту, але дорогою на нього нападають місцеві хижаки. Лицар отямлюється в місці, де живуть мутанти — колишні невдалі результати експериментів Ґандагару над людьми. Вони мають дивне пророцтво: «Через тисячу років Ґандагар був зруйнований. Тисячу років тому Ґандагар буде врятований». Мутанти теж знають про загадкового ворога і проводять Сільвана крізь джунглі. На краю джунглів він бачить скам'янілих людей, а скоро з'являються і чорні роботи — Залізні люди, які перетворюють людей на камінь і забирають з собою. Лицар безуспішно бореться з роботами, але зрештою потрапляє під промінь і кам'яніє.
Він отямлюється в яйцеподібній капсулі поряд з жінкою Ерель. В цей час на конвой Залізних людей нападає велетенський звір, завдяки чому Сільван з Ерель рятуються. Вони слідують за роботами і приходять до місця на березі океану, де полонених завозять в дивні світні двері, а назад виходять нові роботи. Залізні люди говорять про Великого генератора, якому служать, Сільван з подругою пробираються на корабель, який саме пливе до Генератора. Судно дістається до схожої на поліпа істоти в океані, котра схоплює Сільвана та Ерель. Назвавшись Метаморфісом, істота ухиляється від ясної відповіді чи вона командує Залізними людьми. Прочитавши думки, Метаморфіс відпускає лицаря з подругою.
Вони повертаються в Джаспер, до якого підбираються роботи. Зібрана рада з'ясовує, що Метаморфіс був покинутим експериментом Ґандагару і розробляє отруту, щоб його вбити. Сільван сам вирушає назад до Метаморфіса. Істота не противиться лицарю, проте говорить, що вбивши її зараз, Сільван не переможе Залізних людей. Він просить Сільвана вбити його через тисячу років, коли розум затьмариться від старості та диктуватиме Метаморфісу робити зло. Саме він присилає в минуле крізь бачені світні двері армії. Якщо Сільван вб'є Метаморфіса в майбутньому, вторгнення Залізних людей в теперішньому припиниться. Сільван погоджується і Метаморфіс занурює лицаря в анабіоз. Тим часом роботи оточують Джаспер, який обороняється за допомогою влаштованих пасток і модифікованих тварин з рослинами. Мутанти приходять на допомогу, однак столиця не витримує натиску. Вцілілі, в тому числі Ерель, збираються в палаці, який злітає, щоб покинути планету.
Сільван прокидається в майбутньому, де бачить всю планету забудованою похмурим залізним містом, яким ходять лише роботи. Під містом проживають мутанти, котрі пояснюють для чого роботи забирають гандахарців. Залізні люди викрадають здорових гандахарців з минулого, щоб підтримувати життя Метаморфіса, котрий через старість не може відновлювати своє тіло. Збожеволілий до того часу Метаморфіс схоплює Сільвана, щоб не дати себе вбити. Мутанти атакують системи його життєзабезпечення, роблячи вразливим, а Сільван вколює отруту. Метаморфіс гине, але міжчасові двері починають давати збої. Разом з полоненими гандахарцями Сільван тікає у свій час до того, як вони вийдуть з ладу остаточно. Як наслідок штурм Залізних людей припиняється, роботи виходять з ладу. Палац повертається в Джаспер, займаючи колишнє місце. Так виконується пророцтво «Через тисячу років Ґандагар був зруйнований. Тисячу років тому Ґандагар буде врятований».

## Оцінки й відгуки
Фільм зібрав середню оцінку 7.1 з 10 на IMDb.
Ард Віжн з сайту «ScreenAnarchy» відгукнувся про «Ґандагар»: «Ще раз Рене Лалу забезпечив майже вісімдесят хвилин чудових ласощів для очей, і цього разу їх підтримує цікава історія. Хоча його зусилля ніколи не видаються настільки досконалими, як, скажімо, Хаяо Міядзакі, він більше схожий на Мамуро Осії: схиляється до власного хору, концентруючись на тому, що він сам робить найкраще. Це робить „Ґандагар“ дуже приємним фільмом для перегляду. Можливо, не таким класичним чи моторошним, як „Фантастична планета“, але його сміливо можна назвати побратимом цього фільму».
Жанет Маслін із «The New Yourk Times» писала про скорочену американську версію, що фільм виконано у впізнаваному химерному стилі Рене Лалу. Проте «Айзек Азімов, який адаптував сценарій, надав порівняно холодного тону. Експозиція одночасно понура і надто складна, а парад істот з часом видається недостатнім. Актори, такі як Крістофер Пламмер, що грає рожеву протоплазму на ім'я Метаморфіс, отримали найдивніші ролі в своїй кар'єрі».